# Woodhouseite
La woodhouseite è un minerale appartenente al gruppo della beudantite descritto nel 1937 in base ad un ritrovamento avvenuto sulle White Mountains, contea di Inyo, California, Stati Uniti d'America. Il nome è stato attribuito in onore di Charles Douglas Woodhouse (1888–1975), un mineralogista e collezionista di minerali statunitense dell'Università della California, Santa Barbara.
Questo minerale è l'analogo della svanbergite contenente calcio al posto dello stronzio.

## Morfologia
La woodhouseite è stata scoperta sotto forma di cristalli romboedrici pseudocubici con facce spesso incurvate, striate ed incise e dimensione fin ad un centimetro e cristalli tabulari.

## Origine e giacitura
La woodhouseite è stata trovata in vene di quarzo che attraversano l'andalusite di origine idrotermale a bassa termalità associata a topazio, quarzo, augelite, lazulite, tormalina, barite, muscovite e pirofillite.